# Krzysztof Brochowski
Krzysztof Brochowski herbu Prawdzic – podkomorzy zakroczymski w 1642 roku, pisarz ziemski zakroczymski w 1627 roku, starosta wiski w 1645 roku, marszałek relacyjnego sejmiku generalnego województwa mazowieckiego w 1647 roku.
Żonaty z Marianną Gołyńską.
Poseł na sejm 1627 roku.